# Мозаїки Києва

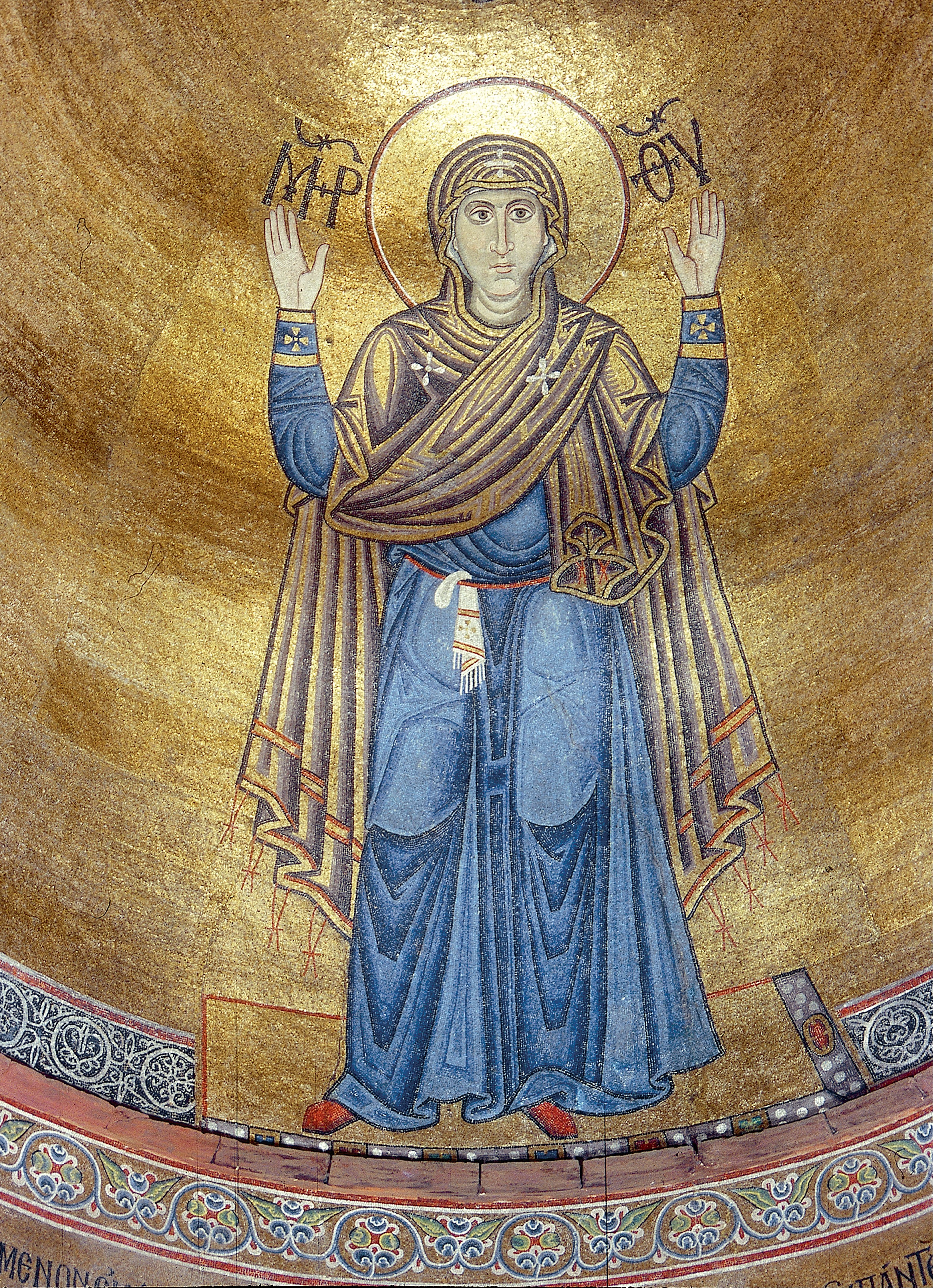
Богоматір-Оранта (мозаїки Софійського собору)

Ки́ївські моза́їки — монументальні мозаїчні композиції в Києві, якими декоровані інтер'єри стародавніх храмів та екстер'єри зведених у ХХ сторіччі громадських споруд.

## Давньокиївські мозаїки

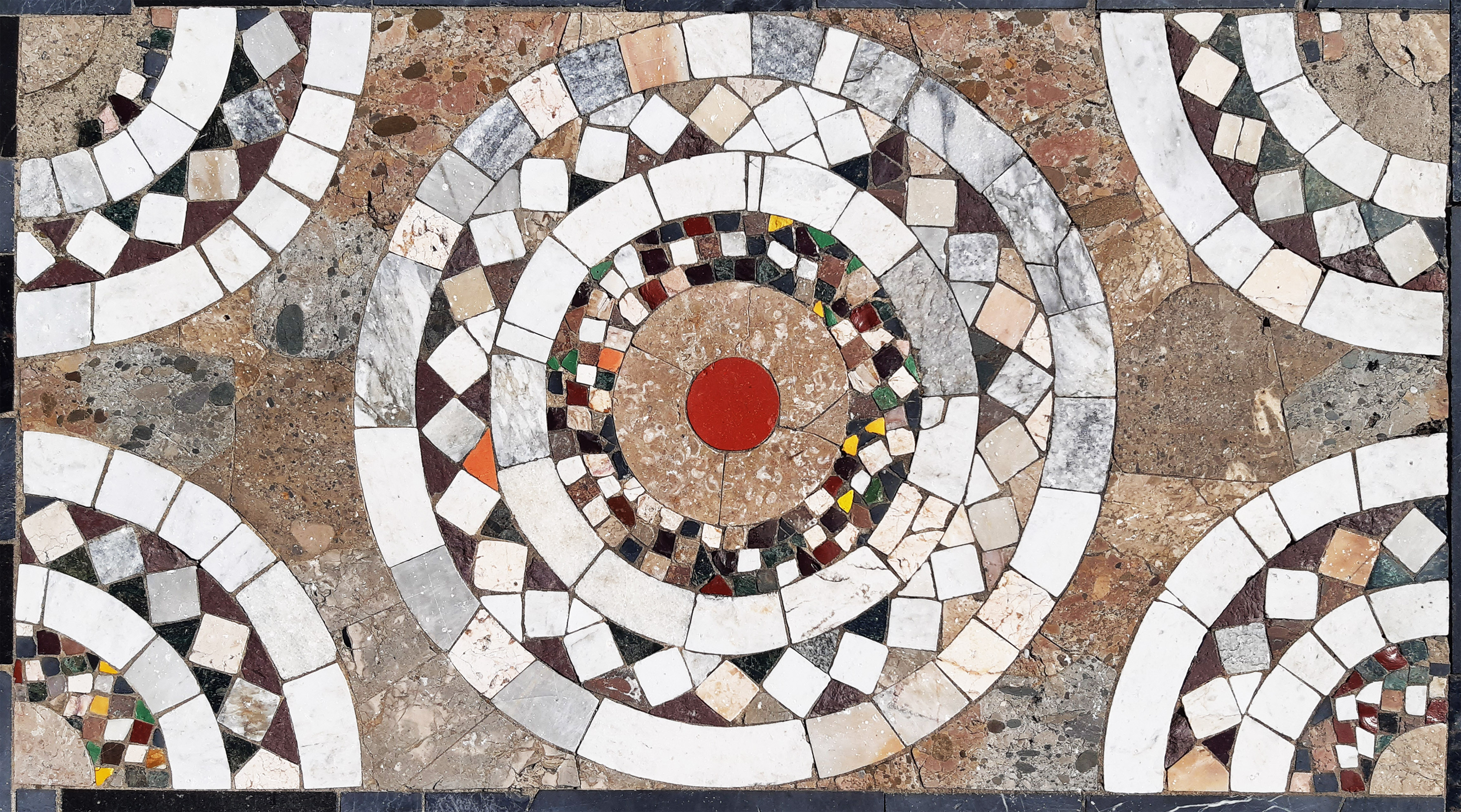
Мозаїчне оздоблення підлоги Десятинної церкви

Створення київських мозаїчних композицій розпочалося у X–XIII століттях після хрещення Русі. Майстри застосовували візантійську техніку мозаїки на основі смальти.
У 989—996 роках князь Володимир Святославич на Старокиївській горі збудував, імовірно, перший кам'яний храм у Києві, відомий як Десятинна церква або церква Успіння Пресвятої Богородиці. Церкву зруйновано під час монгольського штурму Києва 1240 року. Залишки церкви дають підстави вважати, що храм був прикрашений мозаїкою і фресками. На центральній бані була зображена напівфігура Пантократора (Вседержителя), а в апсиді — фігура Марії-Оранти.
За князювання Ярослава Мудрого, у 1037 році, розпочалося будівництво храму святої Софії. Софійські мозаїки виконали між 1043 і 1046 роками, коли відбулося його перше освячення.
У соборі збереглося 260 кв. метрів мозаїк XI століття. Особливу цінність становлять мозаїки, які прикрашають головні частини храму — центральну баню і головний вівтар; зображені основні персонажі християнського віровчення.
Витвором мистецтва мозаїки вважається зображення розміщеної в центральній апсиді Оранти — фігури Богородиці, руки якої підняті в молитві. Мозаїка має 6 метрів заввишки.
Разом із Богородицею в храмі панує Христос — Пантократор (Вседержитель). Глава Церкви небесної зображений із книгою в лівій руці, яка нагадує про страшний Судний день, коли, згідно з апокаліптичними прогнозами, вона буде розгорнута. Христос оточений почтом із чотирьох архангелів, одягнених в урочисті шати. Нижче, між вікнами барабана, розташовані фігури апостол.
До визначних пам'яток належать мозаїки Михайлівського Золотоверхого собору XII століття.
У 1934–1936 більшовики зруйнували собор. Щоправда вченим вдалося зняти мозаїку. Композицію з євхаристією перенесли до Софії Київської. Частину мозаїк, рельєфів і фресок вивезли до російських музеїв. Після розвалу СРСР Росія категорично відмовляється повернути ці реліквії Україні.

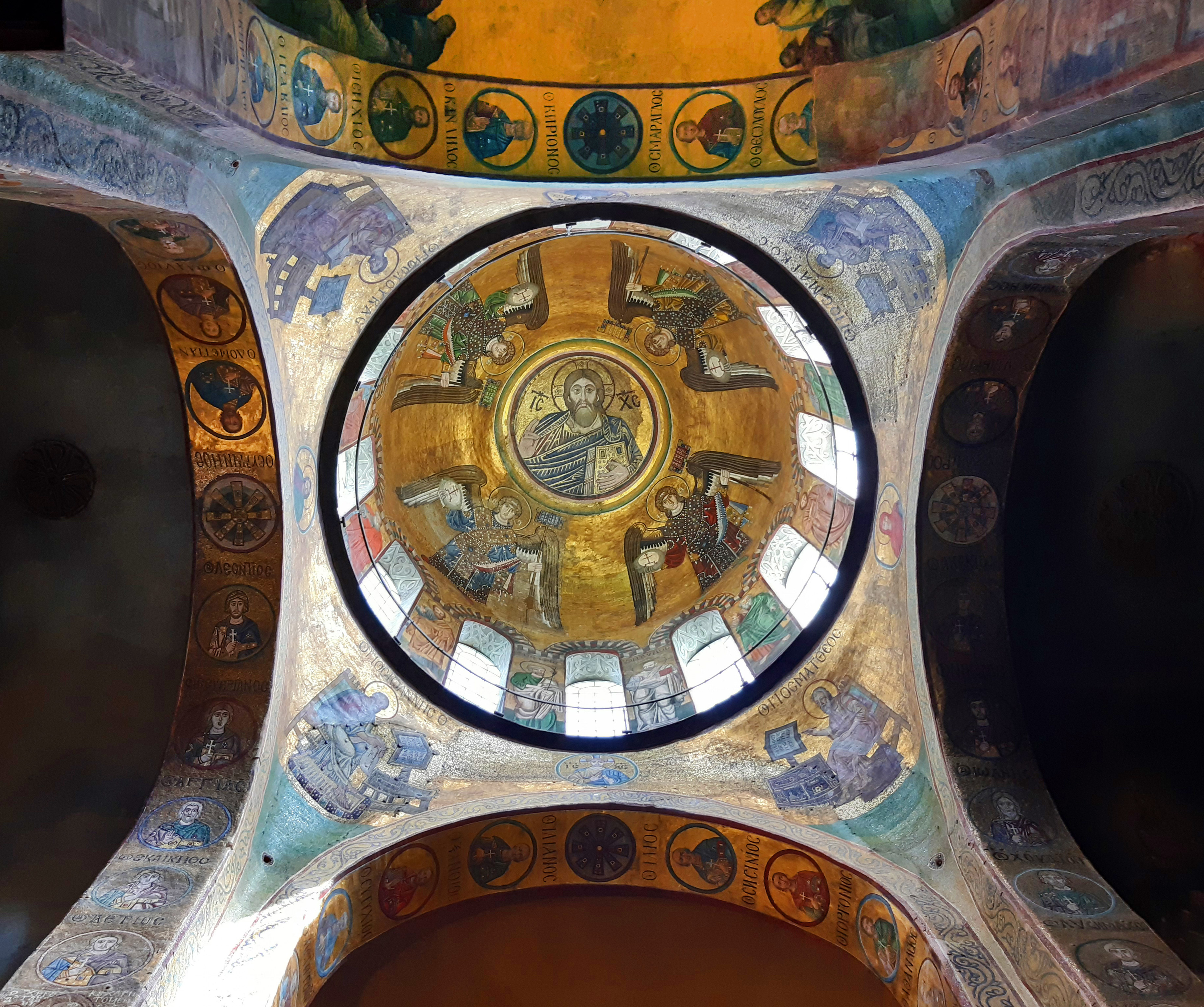
Христос-Пантократор. Софія Київська
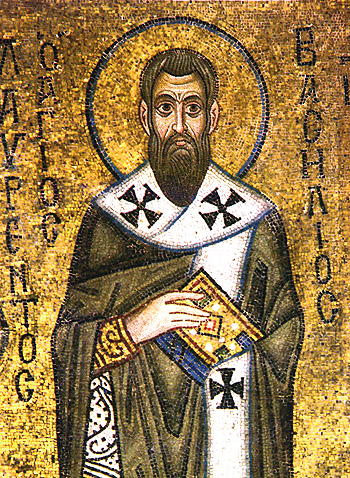
Святий Василій Великий. Софія Київська
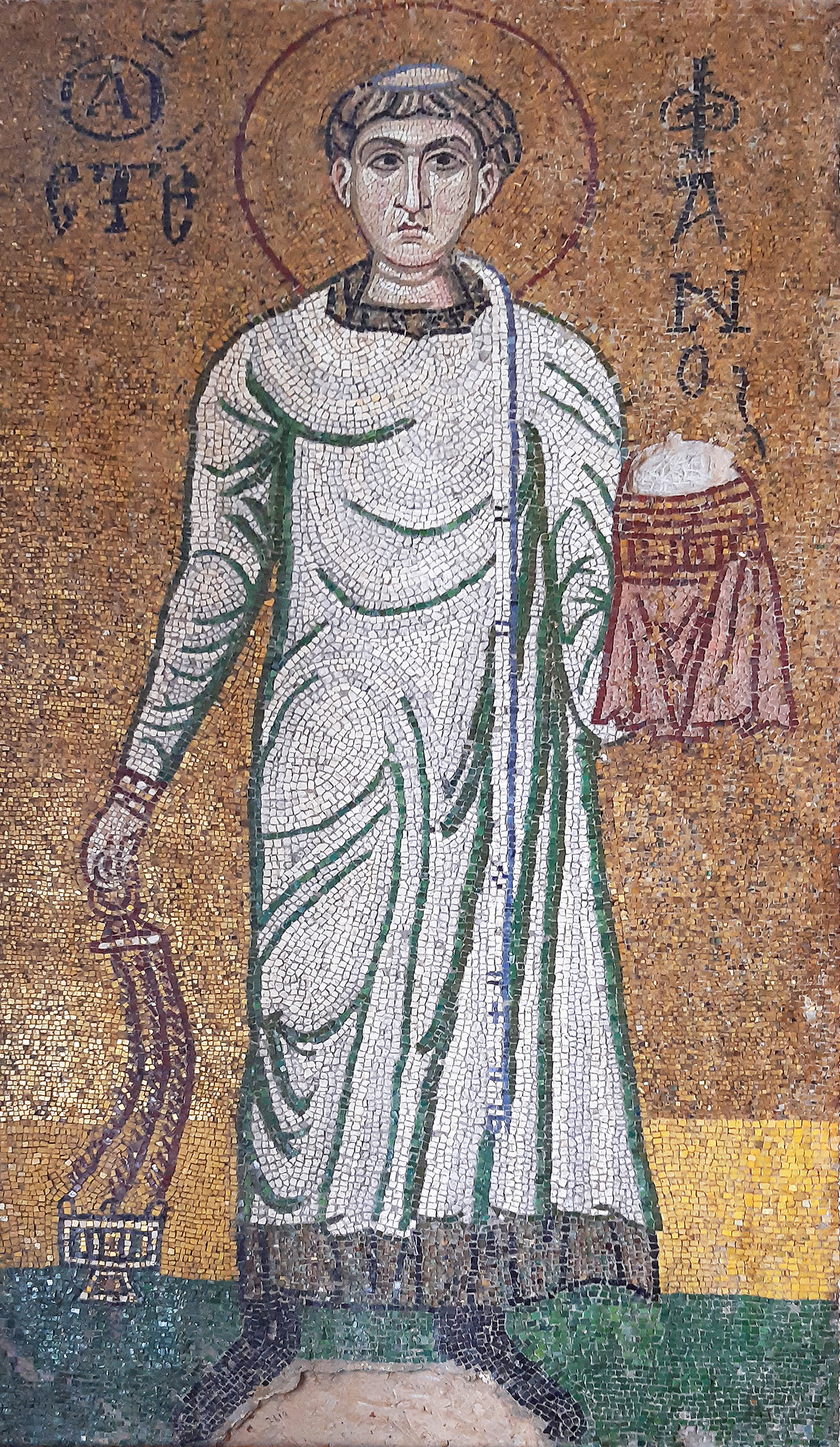
Архідиякон Стефан. Мозаїка із Золотоверхого собору
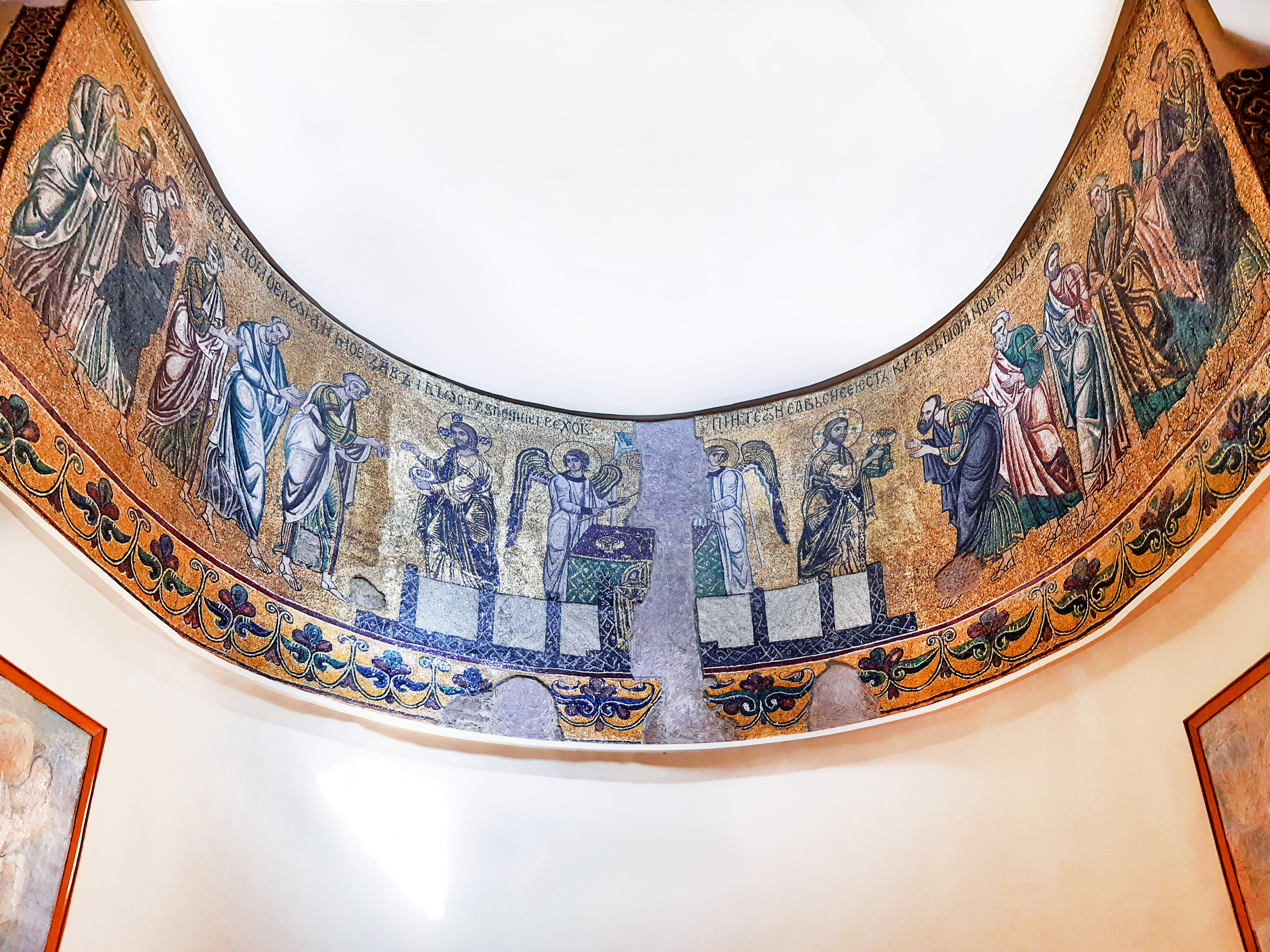
Уцілілі мозаїки Михайлівського Золотоверхого собору

## Монументалізм 1920-х— 1930-х років

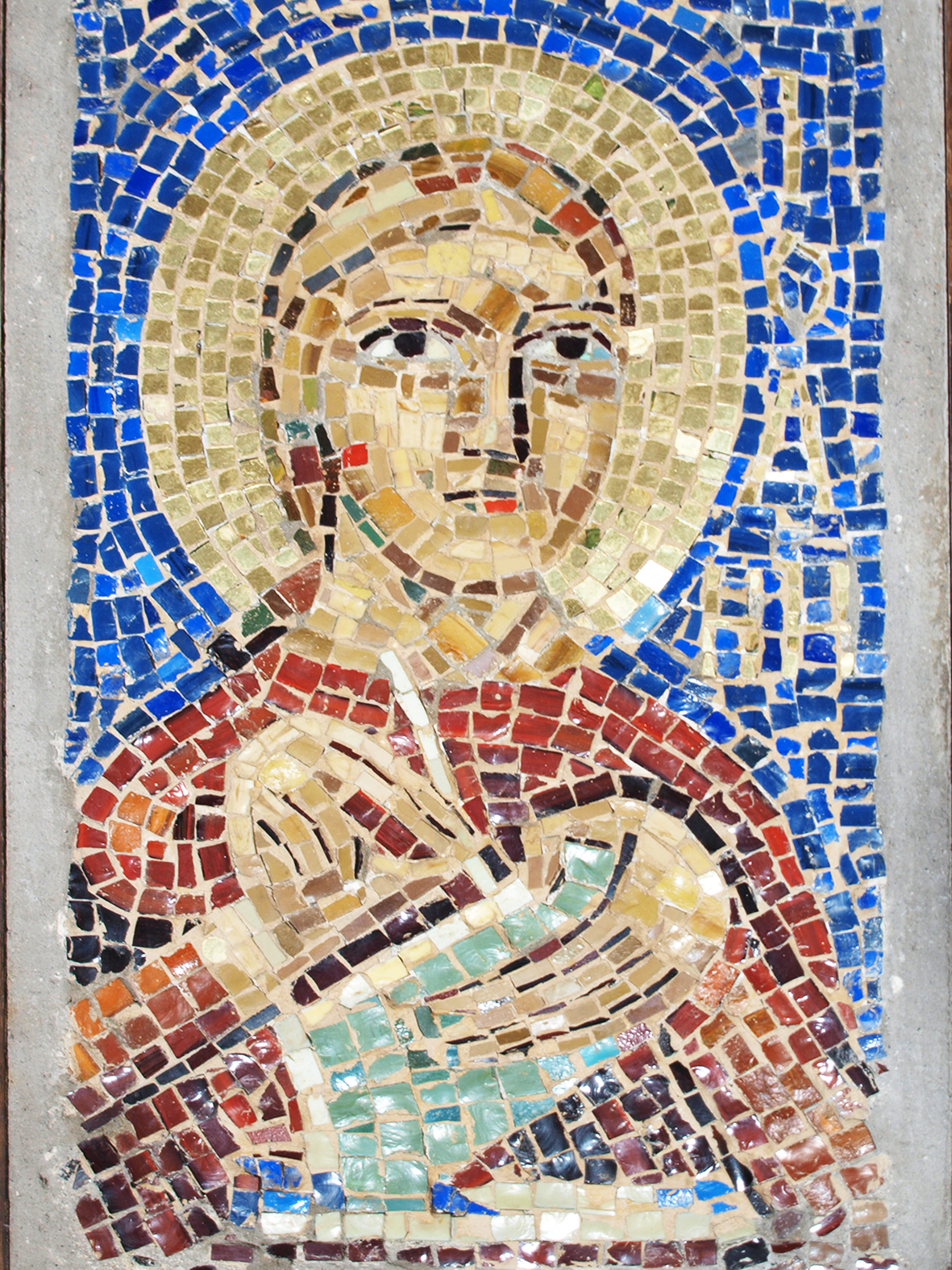
М.Бойчук. Святий Іоанн (мозаїка), 1910

Про важливість монументального мистецтва висловився ще Томмазо Кампанелла. Італійський філософ у своєму творі «Місто Сонця» (1623) описав мури утопічного міста, прикрашені монументальними зображеннями досягнень тодішньої науки, які мали виконувати важливу функцію у справі виховання молодого покоління.
Більшовики взяли на озброєння цю ідею для впливу на широкі маси за допомогою монументальної пропаганди.
Водночас на початку ХХ сторіччя зародилась традиція «українського монументалізму», пов'язана зі школою Михайла Бойчука. 1909 року Михайло Бойчук заснував у Парижі майстерню неовізантійського мистецтва. Художник прагнув відродити українське мистецтво на основі найкращих досягнень Візантії і Київської Русі.
Упродовж 1919–1935 років бойчукісти виконали понад десяток монументальних ансамблевих розписів у Києві, Харкові, Одесі та Одеській області. Однак радянський режим перервав цей мистецький напрямок, а його провідних діячів репресував.

## Монументально-декоративні твори 1960-1980-х років

В. Ламах й Е. Котков «Давня Русь», Берестейський проспект, 19

Володимир Бовкун. Мозаїчний рельєф «ХХ століття». Інститут громадського здоров'я

Архітектурна реформа, проведена радянським керівником Микитою Хрущовим у 1955 році, сприяла народженню нового стилю оформлення громадських будівель.
У 1950-х роках монументальні панно з архітектурно-декоративними елементами нічим не відрізнялися від великих станкових полотен. У наступне десятиріччя естетика нової архітектури з її прагненням до «чистих» площин вимагала від художників інших виразних засобів. Відтак провідним архітектурним напрямом обрали функціоналізм. У містобудуванні почали орієнтуватись на мікрорайонну забудову. Поява великої кількості житлових і громадських будівель без декору вплинула на розвиток монументально-декоративного мистецтва.
У попередню добу основну роль в організації міського простору відігравали головні фасади кам'яниць. У ХХ сторіччі у містах уже формувалися системи відкритих і напіввідкритих просторів. На вулиці і майдани будинки виходили не тільки фасадами, а торцями, які потребували декорування.
Розвиткові монументального мистецтва сприяло запровадження відносно дешевих матеріалів. У постанові ЦК КПРС і Ради Міністрів СРСР від 28 травня 1969 року ухвалювалося рішення про забезпечення під час декорування будівель довготривалими і привабливими матеріалами, скляними і керамічними плитками, кольоровим склом, декоративним бетоном, алюмінієм, природним каменем, кольоровими цементами, стійкими барвниками.
На професійне становлення монументалістів вплинули твори Фернана Леже, Пабло Пікассо, а особливо мексиканських митців, насамперед Дієго Рівери, Ороско, Сікейроса, О'Гормана, Чавеса Морадо та інших. Виставки їхніх робіт провели на початку 1960-х років у Москві.

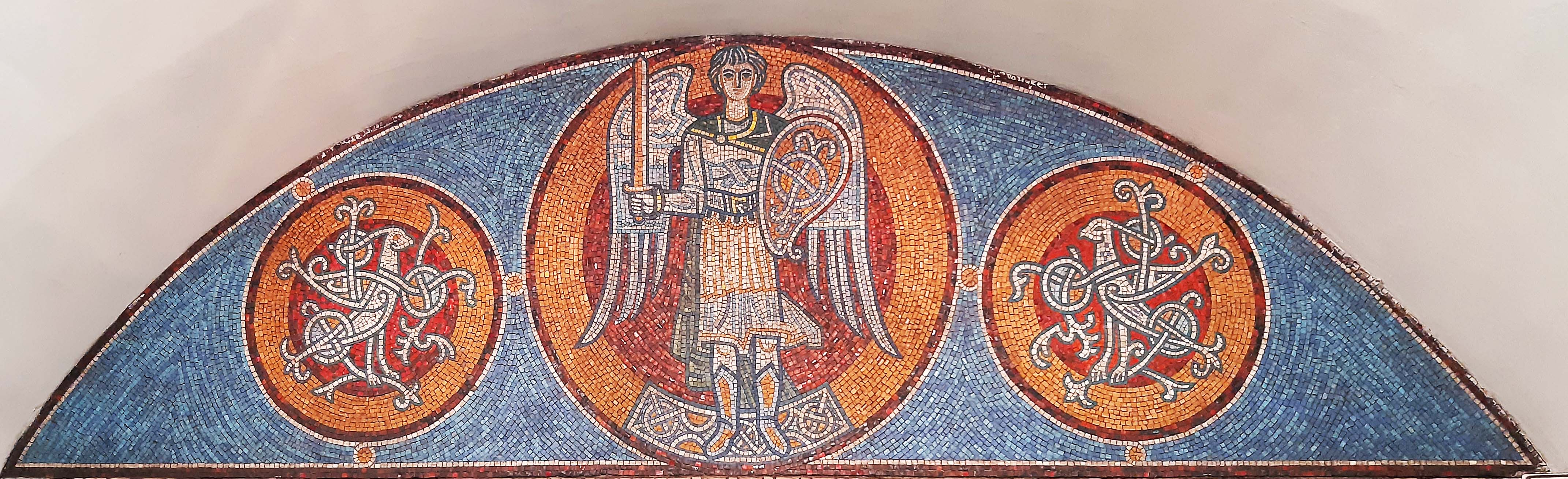
Григорій Корінь. «Архангел Михаїл». Стилізація під давньокиївську мозаїку («Золоті ворота»)

У другій половині 1960-х роках українські художники перевідкривають творчість розстріляного комуністами Михайла Бойчука та його школи. Поступово почали досліджувати це мистецьке явище. 1967 року до п'ятого тому «Історії українського мистецтва» включили статтю про Бойчука і бойчукістів. 1968 і 1971 року в Москві й Львові пройшли виставки творів учениць Бойчука.
Одними з найперших художників, які використовували смальтову мозаїку, були Степан Кириченко й Надія Клейн. Упродовж 1957–1964 років у цій техніці вони створили серію станкових панно: «Кобзар», «Та не однаково мені», «Наша дума, наша пісня», «У нашім раї на землі» та інші. Митці проявили високу майстерність, показали живописні можливості смальти, запропонували пластичні вирішення композицій. Це сприяло сплеску зацікавленості до традицій Давньої Русі. Художники, зокрема Валерій Ламах, як і свого часу Михайло Бойчук, захопилися візантійською культурою. Зрештою, митці відновили перервану в 1930-х роках традицію українського монументалізму бойчукістів.

«Чайки над Дніпром» на Київському річковому вокзалі (1961)

Серед перших творів, виконаних у новому стилі українського монументального мистецтва, найвиразнішими стали мозаїки річкового вокзалу (1961) художників Ернеста Коткова, Валерія Ламаха й Івана Литовченка. Художнє вирішення внутрішнього простору тоді сприйняли як новаторське. Уперше для оформлення стін використали великий обсяг мозаїки з дешевої керамічної плитки. Цей яскравий матеріал надавав стилізованим композиціям виразного колориту. Новизна звучала в спробі розкрити в алегоричній формі призначення будівлі вокзалу. Окремі сюжети («Дніпро — торговельний шлях», «Богдан Хмельницький», «Україна», «Чайки над Дніпром» та інші), об'єднані спільною темою, ілюстрували минуле й сучасність міста, оспівували Дніпро, розкривали його призначення. Новим було вільне зіставлення різних масштабів, чергування площин, ритмів. Митцям вдалося створити орнаментальний і водночас епічний цикл.
1965 року тандем Литовченка, Ламаха і Каткова оздобили мозаїчними панно аеропорт «Бориспіль». Тут поєднувалася відверта ідеологічна тематика з виразною динамічністю композицій. Використовувались формальні засоби модерністського мистецтва за мотивами творів Леже, Пікассо, Сікейроса. Нові матеріали — мозаїка на кольоровому цементі — принесли новішу, відкритішу і демократичнішу естетику.
Важливу роль у розвитку монументального мистецтва зіграли лаконічні образи й пропагандистські засоби плакатного мистецтва.
В Україні джерелом натхнення монументалістів стало народне мистецтво, його символічність традиційних образів і декоративність.
На зламі 1950-х — 1960-х років митці почали виконувати декоративні твори в нових монументальних техніках. Тоді ж народилась і київська монументалістика. Були відкриті майстерня монументального живопису при Київському художньому інституті й секція монументального мистецтва у Спілці художників України. Навколо цих потужних центрів згуртувалося широке коло митців-шістдесятників: Григорій Боня, Анатолій Гайдамака, Галина Зубченко, Степан Кириченко, Надія Клейн, Ернест Котков, Григорій Корінь, Валерій Ламах, Іван Литовченко, Іван Марчук, Володимир Мельниченко, Володимир Прядка, Ада Рибачук, Микола Стороженко, Володимир Федько та інші.
У 1970-х роках набув популярності мозаїчний та кольоровий рельєф. До найкращих творів у Києві дослідники зараховують композицію «ХХ століття» Володимира Бовкуна на фасаді Інституту громадського здоров'я 1980 року.
Період до самого кінця 1980-х років став зоряним часом цього мистецького напрямку. У Києві створили близько 150 мозаїк, виконаних різною технікою.

## Знищення творів монументального мистецтва

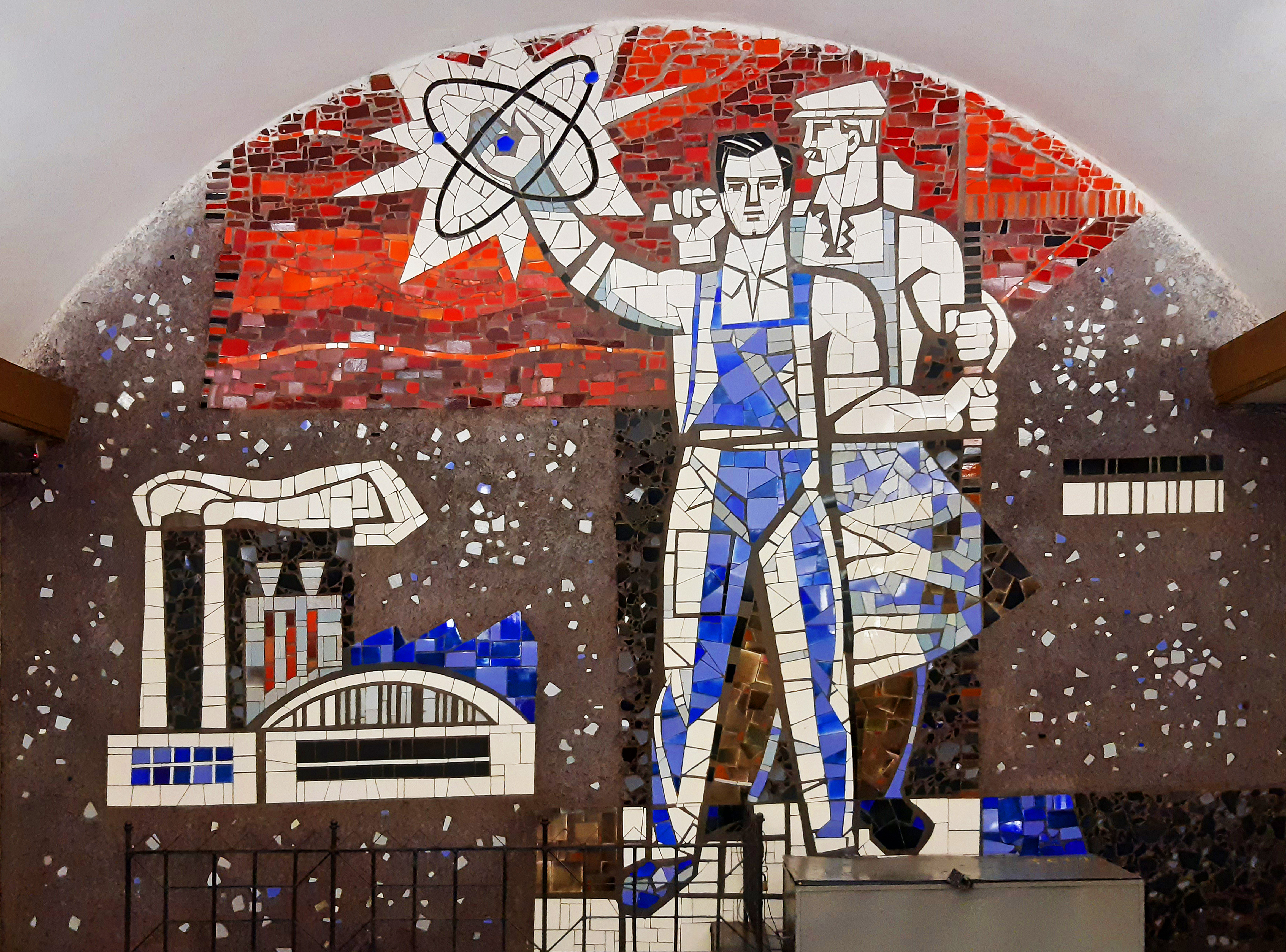
Іван Литовченко. «Індустріальна праця» («Шулявська»)

Радянська держава добре фінансово стимулювала монументалістів. За спогадами українського художника Віктора Зарецького, за фінансовими інструкціями існували різні категорії оплати. За зображення тварин платили більше, ніж за рослинний орнамент, але менше, ніж за зображення людей. Найвища оплата передбачалась за зображення комуністичних вождів. Водночас будь-яке відхилення негайно придушували.
Закономірно, що прагнення митців до формальних новацій суперечило канонічним ідеологічним догмам радянської держави. Це, зрештою, спричинило конфлікт із режимом. У 1960-х роках комуністи повели «боротьбу з формалізмом», унаслідок якої нищили мозаїки, вітражі, розписи і цілі монументальні композиції. Так, за «формалізм» збили мозаїку Литовченка, Ламаха і Каткова, створену в 1962 році в ресторані «Метро». Порушували питання про демонтаж мозаїки «Індустріальна праця» Івана Литовченка на станції метро «Шулявська».
1970 року знищили стінопис Бориса Плаксія в кафе «Хрещатик», оскільки зображені там літератори і поети Іван Дзюба, Іван Драч і Василь Симоненко були на той час уже в немилості у влади. А сам художник надовго втратив роботу.
Оголосили ідеологічно ворожим і знищили вітраж «Шевченко. Мати», колективний твір видатних художників-монументалістів Алли Горської, Опанаса Заливахи, Галини Зубченко, Галини Севрук, Людмили Семикіної, створений 1964 року у вестибюлі Червоного корпусу Київського національного університету.
1982 року залили бетоном чи не наймасштабніший твір українського монументального мистецтва — «Стіну пам'яті» художників-монументалістів Володимира Мельниченка й Ади Рибачук. Комуністи визнали композицію «несумісною з принципами соціалістичного реалізму».
У червні 2023 року будівельники знищили мозаїчне панно із зображенням вогнеборців. 1977 року ним прикрасили інтер'єр павільйону «Протипожежний захист», переданий згодом пожежно-рятувальній частині № 26, на території Національного експоцентру України (ВДНГ). Композиція відрізняється динамічністю й актуальністю, особливо з огляду на самовіддану працю пожежників під час російсько-української війни.
Коли справа набула розголосу, директор експоцентру оголосив про наміри спільно з Головним управлінням ДСНС у Києві відновити панно з використанням елементів збитої мозаїки.

## Сюжети мозаїк

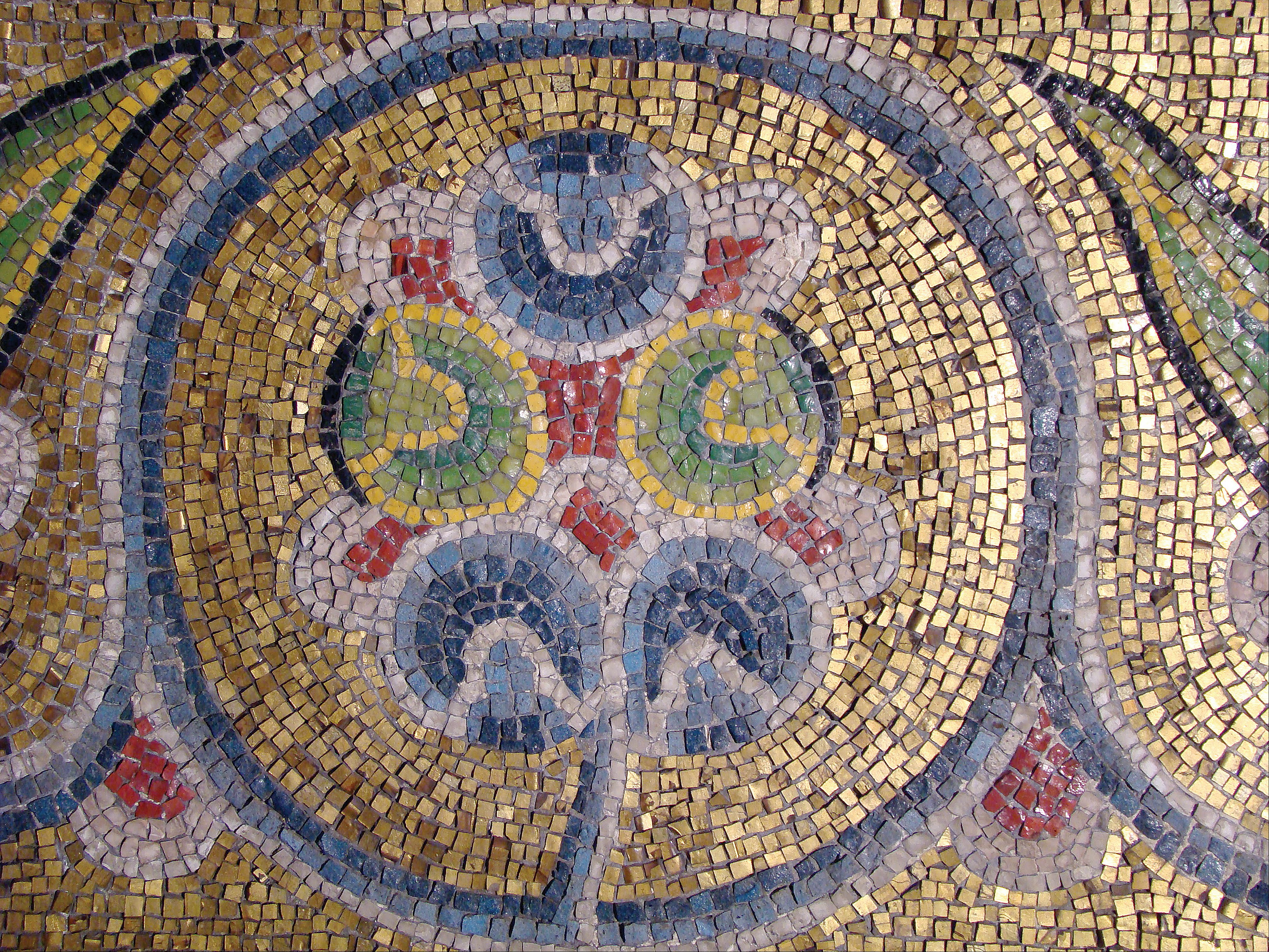
Деталь орнаменту. Софія Київська, ХІ ст.

Галина Зубченко і Григорій Пришедько. Панно «Рух» (1969), спорткомплекс «Наука»

Давньокиївські мозаїки були покликані утверджувати і зміцнювати християнське віровчення. На стінах, колонах і банях церков розміщували зображення Христа, Богородиці, архангелів, апостолів, євангелістів, Отців Церкви, святих, сцени Євхаристії, а також декоративні орнаменти.
У ХХ сторіччі лейтмотивом переважної більшості київських мозаїк проходять ідеї прославляння СРСР і радянського способу життя. Монументальне мистецтво мало демонструвати радянське повсякдення, політичні, економічні, культурні і навіть спортивні досягнення. Як згадував український художник Віктор Зарецький, «усе неординарне негайно придушувалося».
Більшість модерних мозаїк — фігуративні й антропоцентричні. Є флористичні і фауністичні орнаменти. До абстрактних із деякими зауваженнями можна віднести панно «Вітер».
У своїх творчих пошуках митці зверталися до історичного минулого. Історичні сюжети відтворені на панно «Дніпро — торговельний шлях» і «Богдан Хмельницький» в інтер'єрах річкового вокзалу, «Київська Русь» — на станції метро «Золоті ворота», «Історія Києва» — на Берестейському проспекті, 17, 19, 25, «Кий, Щек, Хорив та їх сестра Либідь» на фасаді Київського муніципального академічного театру ляльок.
Історії Києва присвячено епічне панно «Місто на семи горбах», створене у 1985–1987 роках в холі готелю «Турист» Галиною Севрук. Цей новаторський і водночас опертий на традицію твір вважається вершиною творчих шукань художниці.
У жовтні 2020 року власники готелю демонтували панно, що викликало обурення у громадськості міста.
Радянське монументальне мистецтво для своїх потреб використовувало народні мотиви. Українські традиції відобразились на панно «Українська пісня» на вулиці Богдана Хмельницького, 51/53, а карпатський колорит — на будинках на бульварі Лесі Українки 24 і 28.
За мотивами українських пісень «Чудові скрипочки», «Ой співаночки мої» і творів української художниці Марії Примаченко художники Ада Рибачук і Володимира Мельниченко створили панно із фантастичними звірами в Палаці дітей та юнацтва на вулиці Мазепи, 13.
На стінах навчальних, науково-дослідних, медичних та інших закладів зображали успіхи науки — фізики, математики, медицини, як наприклад, на панно «Перемога» (вулиця Юлії Здановської, 33), «Ковалі сучасності», «Тріумф кібернетиків» художників Галини Зубченко і Григорія Пришедька. Власне, високомистецькі мозаїчні композиції Зубченко і Пришедька вважаються найяскравішими київськими пам'ятками монументально-декоративного мистецтва. Цілий колектив художників, до складу якого увійшли монументалісти Іван Марчук, Анатолій Гайдамака, Лариса Міщенко і Микола Стороженко, оформив мозаїкою екстер'єри та інтер'єри Інституту теоретичної фізики.
Кілька сюжетів присвячені науково-технічному прогресу й освоєнню космосу СРСР. На стінах житлового будинку на бульварі Лесі Українки, 24 і школи № 251 є мозаїки із зображеннями космонавтів.
На стінах старої будівлі 26-ї державної пожежно-рятувальної частини, що на ВДНГ, прославляються звитяги вогнеборців.
Важливою складовою формування комуністичного суспільства було фізичне виховання громадян. Цій темі присвячені панно «Олімпійці» на Комсомольському масиві, «Відпочинок на Дніпрі» в інтер'єрі річкового вокзалу, зображення спортсменів і спортивної символіки, наприклад, у холі станції метро станції метро «Олімпійська».

Федір Тетянич. Панно «Наука» на фасаді корпусу № 18 КПІ (1980 рік)
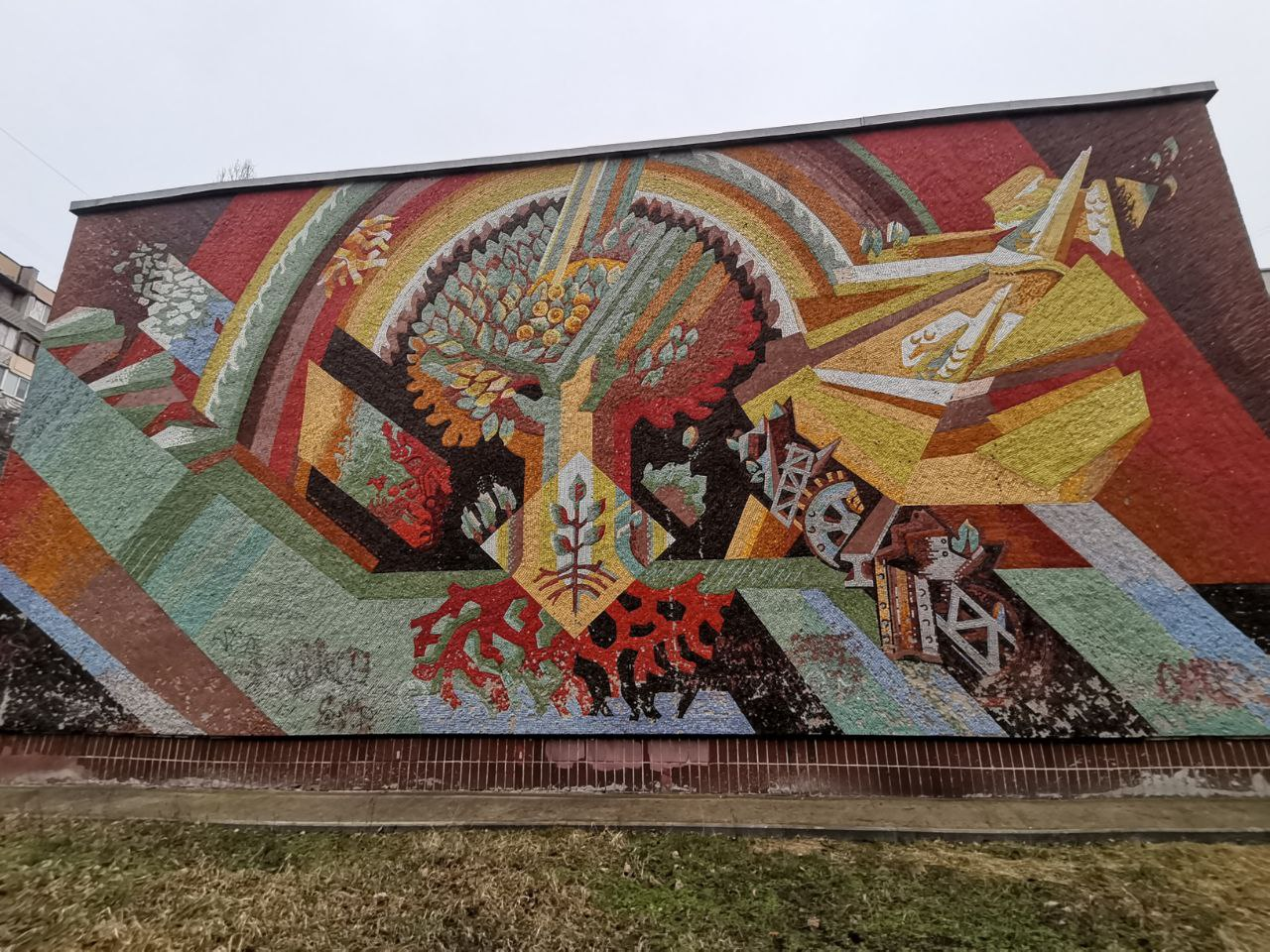
О.Владимирова . «Збережемо нашу землю», дитяча поліклініка (1987–1988), Вигурівщина-Троєщина
Тема материнства. Дитяча поліклініка Солом'янського району
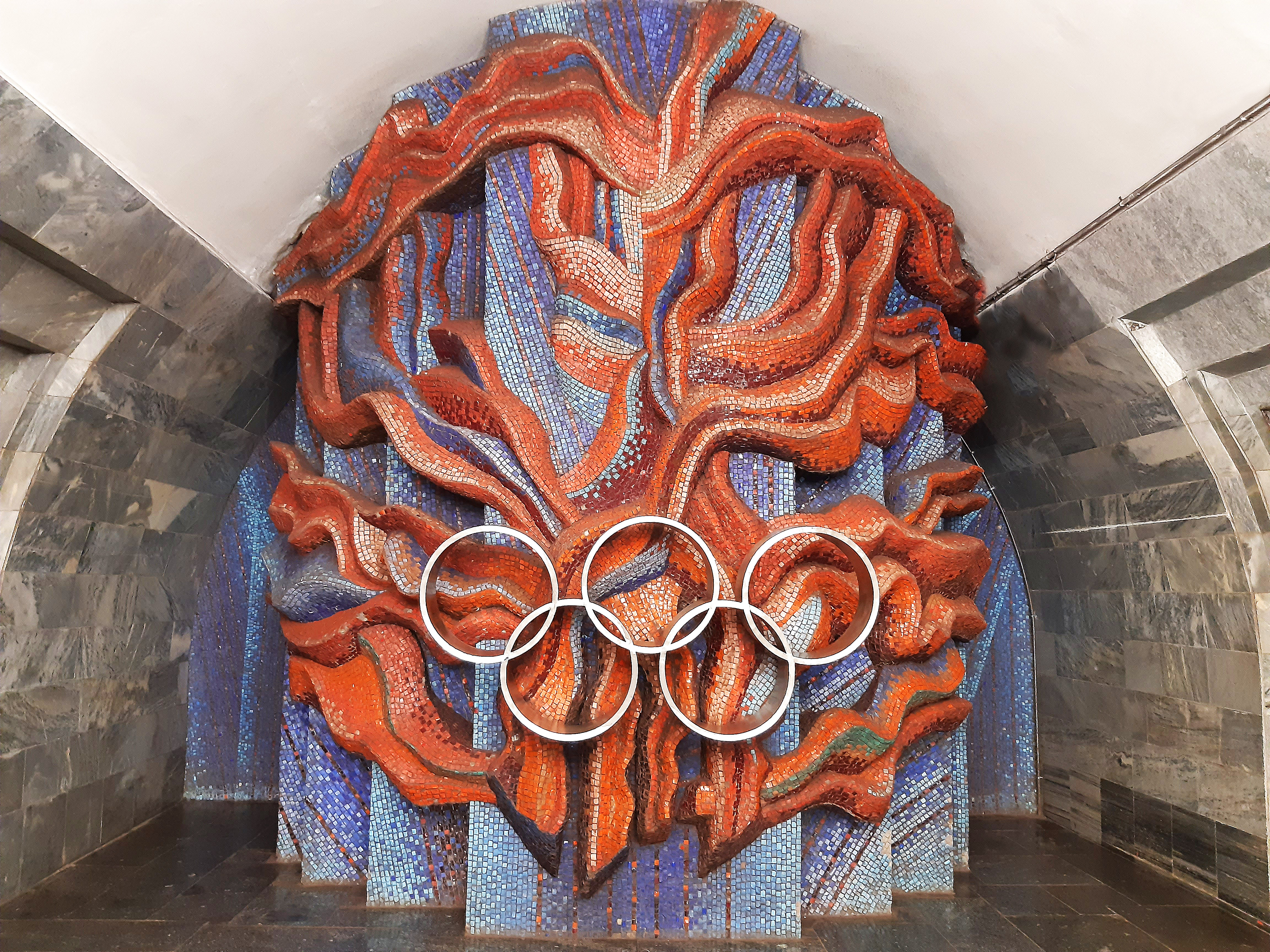
Спортивна композиція на станції метро «Олімпійська»

Мозаїки київських шкіл № 46 (знищена 2016 року), 61, 82, 141 (знищена 2015 року), 143, 168 ілюструють шкільне життя. На них зображенні піонери, комсомольці із книгами — джерелами знань, різні навчальні предмети й елементи: мікроскоп, гімнастична стрічка, футбольний м'яч, формули, геометричні фігури.
Діти і родина є темою мозаїк у палацах юнацтва і творчості, на фасадах Інституту громадського здоров'я (Володимир Бовкун) на вулиці Гетьмана Павла Полуботка, 50, та Інституту педіатрії, акушерства і гінекології на вулиці Платона Майбороди, 8.
Водночас у творах монументального мистецтва можна помітити різницю у зображенні чоловіків і жінок. У чоловічих фігурах підкреслюються м'язи і фізична сила у цілому, натомість у жіночих — стегна і груди. Жінки на мозаїчних композиціях — відображення уявлень про функції жінки в суспільстві, як дружини, матері, берегині роду і домашнього вогнища. Такими є панно «Берегиня», «Україна молода», «Українська мадонна», образи українок — на фасаді ресторану «Будьмо» і ТЦ на Березняках. «Жіночі» композиції з'явилися на бульварах Вернадського, 32, Вацлава Гавела, 54/26, Лесі Українки, 24, вулицях Богдана Хмельницького, 26, Антона Цедіка, 18, Левка Мацієвича, 12, Харківському шосе, 50 та інших місцях. Жінка вплетена в сюжет панно Федора Тетянича на фасаді факультету інформатики й обчислювальної техніки КПІ (Політехнічна вулиця, 41).
Образи жінки в оточенні рослин (панно на кінотеатрі «Тампере», на бульвар Лесі Українки, 24, вулиця Андрія Малишка, 25/1, вулиця Івана Миколайчука, 11) ототожнюються із фертильністю, родючістю землі і народженням дітей.

## Статус виявлених об’єктів культурної спадщини

Мозаїка «Вітер» — виявлений об’єкт культурної спадщини

Громадськість змогла привернути увагу до творів монументального мистецтва 1950-1980-х років. Занепокоєння викликав їхній незадовільний стан, у якому вони опинилися з різних причин. Вивченням творів зайнявся Київський науково-методичний центр з охорони, реставрації та використання пам’яток історії, культури і заповідних територій. За повідомленням Департаменту охорони культурної спадщини Київської міської державної адміністрації, мозаїчні панно на Берестейському проспекті Ернеста Коткова, Валерія Ламаха, Івана Литовченка та Володимира Прядки, мозаїка «Вітер» Віктора Зарецького, Алли Горської і Бориса Плаксія, а також твори Федора Тетянича «Україна молода» на Дарницькому бульварі, 23 і «Наука» на фасаді корпусу № 18 КПІ оголосили виявленими об’єктами культурної спадщини і внесли до Державного реєстру нерухомих пам’яток.

### Проблема статусу радянських мозаїк

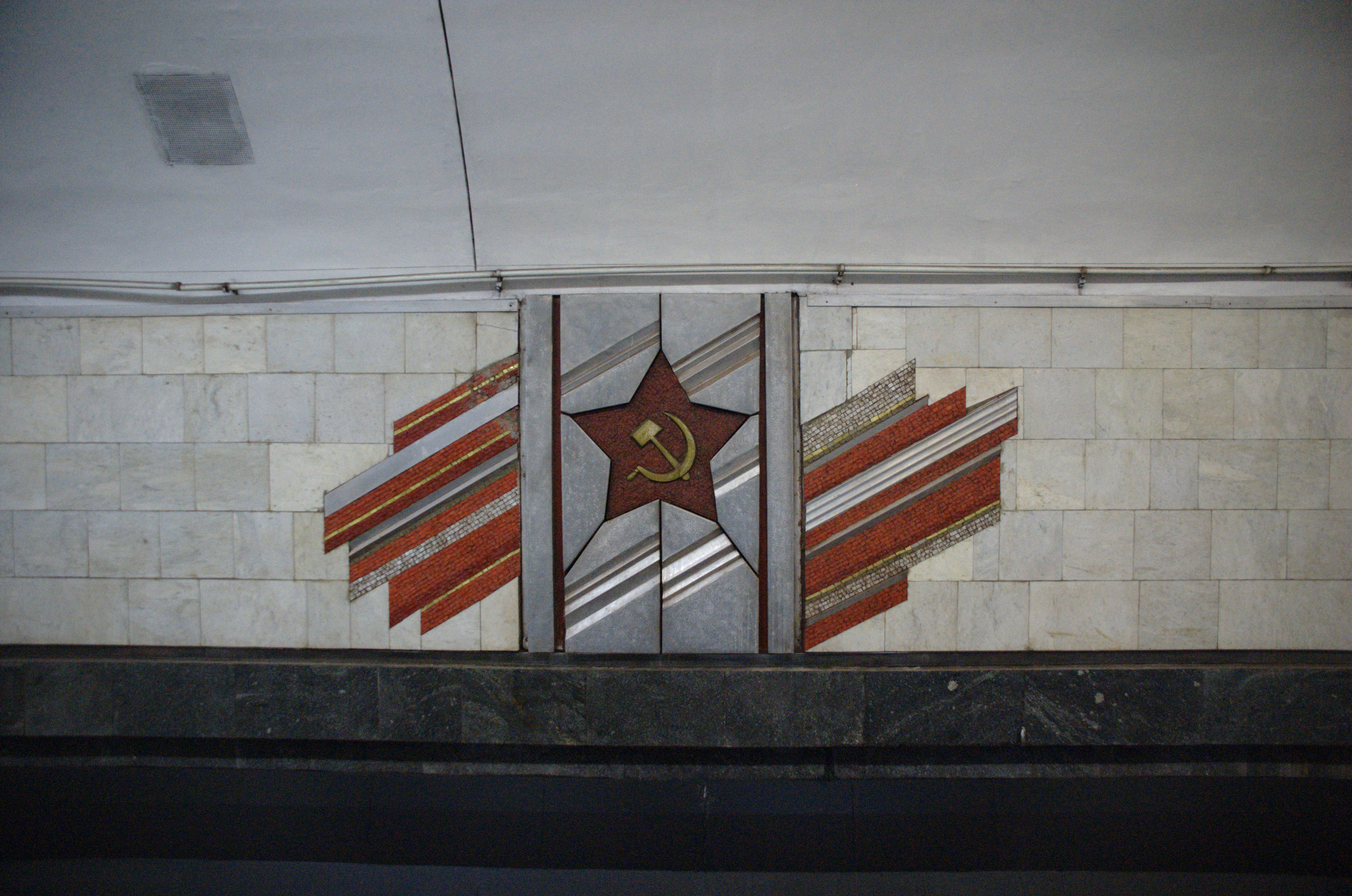
Мозаїка на станції «Палац Україна» містить елементи радянської пропаганди

Ухвалений 9 квітня 2015 року «Про засудження комуністичного та націонал-соціалістичного (нацистського) тоталітарного режимів та заборону пропаганди їхньої символіки» передбачав очищення міського простору від визначеної символіки. Декомунізаційній перевірці насамперед підлягали мозаїки радянського періоду.
КМДА доручила департаментам із житлово-комунальної інфраструктури, комунальної власності, містобудування та архітектури скласти переліки відповідних об'єктів й передати їх до Департаменту культури.
Комуністичну символіку виявили й демонтували на 9 станціях метрополітену: «Вокзальній», «Героїв Дніпра», «Арсенальній», «Університеті», «Палаці Україна», «Шулявській», «Берестейській», «Либідській», «Політехнічному інституті».
Пізніше до переліку будівель комунальної власності, на яких розміщено тоталітарну символіку, помилково занесли мозаїки на житлових будинках на Берестейському проспекті, 17 і 19. Народний художник України Володимир Прядка, співавтор мозаїк, звернувся на їхній захист до Київської держадміністрації. У своєму листі монументаліст зазначив, що мозаїки на Берестейському проспекті реалізовані як єдиний проект «Історія Києва» і присвячені трипільській і давньоруській культурі. А заборонені серп і молот дійсно зображені, але на торці будинку на Берестейському проспекті, 25.
Рішення про демонтаж творів радянського монументального мистецтва викликало у суспільстві широкий резонанс.
На захист мозаїк вступилися представники проекту «Радянські мозаїки в Україні». Вони звернулися до міського голови Віталія Кличка з вимогою не демонтувати радянські мозаїки на станціях метро, які є пам'ятками місцевого значення. Водночас просили створити незалежну експертну комісію для дослідження їх культурної цінності.
2015 року запрацювала експертна рада, як дорадчий орган при департаменті будівництва та архітектури, у складі архітекторів, істориків і галузевих фахівців. 1 грудня 2015 року фахівці склали Анотаційний звіт і перелік об'єктів, які містять радянську символіку. З-поміж об'єктів визначили п'ять творів, які необхідно зберегти: «УРСР» на Берестейському проспекті, 25, «Ленін» на проспекті Науки, 57, мозаїки на школах № 119 і № 251 на Троєщині. А з мозаїки на будівлі училища технологій і дизайну на проспекті Леоніда Каденюка, 22 необхідно було прибрати серп і молот. Водночас накрили панно «Червоноармієць» Степана Кириченка в інтер'єрі станції «Палац „Україна“». А панно «Індустріальна праця» Івана Литовченка на «Шулявській», яка мала ознаки радянської пропаганди, залишили.

## Київські байки про мозаїки
Пояснення, чому із шести запланованих будинків на Брест-Литовському проспекті панно завершили тільки на двох, в радянські часи не давали. Тоді інформаційний вакуум одразу заповнювали народні байки. Одну з них переповідає дослідник І. Однопозов. Начебто, Володимир Щербицький, тодішній партійний керівник України, побачивши мозаїки, з огидним здивуванням запитав: «А це що за кишки?» За чутками, художників відсторонили від роботи. Навіть постало питання про демонтаж мозаїк.